# Kim Andersson
Kim Andersson (Kävlinge, 1982. augusztus 21. –) svéd olimpiai ezüstérmes kézilabdázó, a svéd Ystads IF játékosa.

## Pályafutása
Kim Andersson már 2003-ban aláírt egy hároméves szerződést a THW Kiel csapatával, azzal a kikötéssel, hogy ő döntheti el, mikor hagyja el az akkori klubját, az IK Sävehofot. Továbbfejlődése érdekében a fiatal játékos úgy döntött, hogy még egy szezont eltölt Svédországban, és csak azután költözik Németországba.
A csapatba hamar bejátszotta magát. Amikor a másik jobbátlövő, Christian Zeitz megsérült, egyedül kellett helyettesítenie, és ezeken a mérkőzéseken gyakran nyolc, kilenc gólt is szerzett. Szerződését meg is hosszabbították 2010-ig. Végül 2012-ig maradt a német rekordbajnok csapatnál, majd Dániába, a KIF Kolding csapatába igazolt. Pályafutásának ezen szakaszát a többször kiújuló vállsérülése is hátráltatta, emiatt ki kellett hagynia a 2014-es Európa-bajnokságot is. 2015-ben visszatért első felnőtt csapatához, az Ystads IF-hez.
A svéd válogatottban 2001. június 18-án debütált Görögország ellen. A 2008-as Európa-bajnokság All-star csapatába beválasztották, mint legjobb jobbátlövő. Részt vett a 2012-es londoni olimpián, amelyen ezüstérmes lett. A 2015-ös világbajnokság után lemondta a válogatottságot, de később, miután válla rendbe jött, a 2016-os olimpiai kvalifikációs tornára visszatért. A selejtezőt sikerrel vívta meg a svéd válogatott, így Andersson másodszor jutott ki olimpiára. Ott azonban a csoportból nem sikerült továbbjutniuk, összesítésben a 11. helyen végeztek.

## Sikerei

### Válogatottban
- Olimpiai ezüstérmes: 2012
- Európa-bajnokság: 5. helyezett: 2008
- Junior világbajnokság: győztes 2003
  - A junior világbajnokság legjobb játékosa: 2003
- Európa-bajnokság legjobb jobbátlövője: 2008
- Olimpia legjobb jobbátlövője: 2012

### Klubcsapatban
- Bajnokok Ligája győztes: 2007, 2010, 2012
- Német bajnokság győztese: 2006, 2007, 2008, 2009, 2010, 2012
- Német-kupa győztese: 2007, 2008, 2009, 2011, 2012
- Svéd bajnokság győztese: 2004, 2005
- Dán bajnokság győztese: 2014, 2015